# La Zoma
La Zoma è un comune spagnolo di 19 abitanti situato nella comunità autonoma dell'Aragona.